# جایزه بزرگ برزیل ۲۰۱۵
جایزه بزرگ برزیل ۲۰۱۵ (انگلیسی: ‎2015 Brazilian Grand Prix‎) یک مسابقهٔ موتوری در رشتهٔ اتومبیل‌رانی فرمول یک بود که در تاریخ ۱۵ نوامبر ۲۰۱۵ در پیست ژوزه کارلوس پیس واقع در سائو پائولو، برزیل برگزار شد. این گراند پری در میان ۱۹ گراند پری در فصل ۲۰۱۵، مسابقهٔ شمارهٔ ۱۸ بود.
در این مسابقه که در ۷۱ دور و به مسافت ۳۰۵٫۹۰۹ کیلومتر (۱۹۰٫۰۸۳ مایل) برگزار شد، پول پوزیشن توسط نیکو رزبرگ کسب شد و سریع‌ترین زمان برای طی یک دور پیست که برابر با ۱:۱۴٫۸۳۲ بود نیز توسط لوئیز همیلتون به ثبت رسید.
نیکو رزبرگ از تیم مرسدس، لوئیز همیلتون از تیم مرسدس و سباستیان فتل از تیم فراری به‌ترتیب مقام‌های اول تا سوم مسابقه را کسب کردند.

## رده‌بندی قهرمانی پس از مسابقه
|       | جایگاه | راننده        | امتیاز |
| ----- | ------ | ------------- | ------ |
|       | ۱      | لوئیز همیلتون | ۳۶۳    |
|       | ۲      | نیکو رزبرگ    | ۲۹۷    |
|       | ۳      | سباستیان فتل  | ۲۶۶    |
|       | ۴      | والتری بوتاس  | ۱۳۶    |
|       | ۵      | کیمی رایکونن  | ۱۳۵    |
| منبع: |        |               |        |

|       | جایگاه | سازنده            | امتیاز |
| ----- | ------ | ----------------- | ------ |
|       | ۱      | مرسدس             | ۶۶۰    |
|       | ۲      | فراری             | ۴۰۱    |
|       | ۳      | ویلیامز-مرسدس     | ۲۵۳    |
|       | ۴      | رد بول ریسینگ-رنو | ۱۷۸    |
|       | ۵      | فورس ایندیا-مرسدس | ۱۲۰    |
| منبع: |        |                   |        |

یادداشت
- تنها پنج جایگاه نخست از هر رده‌بندی نمایش داده شده‌است.